# TeenNick (România)
TeenNick este un canal de televiziune digital și prin satelit deținut de Paramount Global, Nenumăratele producții hollywoodiene, ce difuzează seriale cu acțiune reală pentru adolescenți, și a fost în totalitate subtitrat în limba română. Co-canalul Nickelodeon se specializează și în programele pentru adolescenți. Pe 12 ianuarie 2021, TeenNick s-a lansat în România și Ungaria, folosind feed-uri diferite.